# Little Bay
Little Bay è una cittadina in costruzione, destinata a diventare la futura capitale dell'isola caraibica di Montserrat. È adiacente a Brades, la capitale provvisoria, istituita dopo l'eruzione del 1997. 

## Storia
La capitale ufficiale di Montserrat, Plymouth, nel sud dell'isola, è stata abbandonata nel 1997 dopo essere stata sepolta dall'eruzione del vulcano Soufrière Hills del 1995. Da allora sono stati costruiti edifici governativi provvisori a Brades, che è diventata la capitale politica nel 1998. Inizialmente il trasferimento doveva essere temporaneo, ma da allora è rimasta de facto la capitale dell'isola. 
Il progetto è finanziato dal governo di Montserrat e dal Dipartimento per lo sviluppo internazionale del governo britannico.
Nel 2012 è stato deciso un piano per la costruzione di edifici governativi, tra le altre cose, sarà costruito un nuovo porto, che dovrebbe essere in grado di gestire navi fino a una lunghezza di 300 metri. Ciò dovrebbe favorire anche il traffico delle navi da crociera. Il costo totale stimato è di almeno 200 milioni di dollari USA, circa la metà dei quali relativi al porto. Nel 2013 sono iniziati i primi lavori per preparare l'area per la costruzione. Nel maggio 2019 è iniziata la costruzione del porto.